# Lore☆Eternal
Lore☆Eternal（ロアエターナル）は日本の女性アイドルグループ。前身ユニットは「dora☆dora」。
メンバーはリーダーの春葵のぞみ、不知火ももか、桜葉ひな、高崎あゆり、松島じゅりの5名からなる正統派アイドルユニット。略称は「ロアエタ」。

新型コロナウイルス感染症 (2019年)の影響により、活動休止となっていたが放置されていたメンバーが各自の判断で脱退したため事実上解散となった。

姉妹グループとして、「Lore☆Restart」(ロアリスタート)、「Lore☆Next」(ロアネクスト)があった。

## 略歴・概要

### 2018年
- 06月30日 新宿ReNYにてデビュー。
- 12月02日 栄シアターZoneにて虹色幻想曲 〜プリズム・ファンタジア〜、アイドル諜報機関LEVEL7 、アンダービースティーとの4マンライブ「新圧倒的４マン！」を開催。

### 2019年
- 01月01日 桜井 ななが喉の腫瘍のため、卒業[1]。
- 01月16日 東水 ひなたが加入[2]。
- 01月25日 新宿 Ruido K4にて1stワンマンライブ開催[3]。
- 03月05日 新宿ReNYにて虹色幻想曲 〜プリズム・ファンタジア〜、アイドル諜報機関LEVEL7 、アンダービースティーとの4回目(前身グループであるdora☆doraを含む)となる4マンライブ「圧倒的４マン！」を開催。4グループによるメンバー及び楽曲のシャッフル企画も披露された[4][5][6][7]。
- 06月17日 相沢 あいか卒業[8]。
- 06月23日 新木場スタジオコーストにて桜葉 ひなを迎えての新体制お披露目。
- 08月18日 赤羽ReNY alphaにてLore☆Eternal 2ndワンマンライブ開催[9]。
- 12月04日 渋谷O-WESTにてLore☆Eternal 3rdワンマンライブ開催[10]。
- 12月30日 佐野 あかね卒業[11]。

### 2020年
- 01月12日 加藤 れみ、東水 ひなた卒業。あわせてLore☆Eternalの一時活動休止[11]。
- 12月10日 Lore☆Restartの解散をもって松島じゅり、高崎あゆりのLore☆Eternal加入が発表された[12]。

### 2021年
- 01月30日 Lore☆Eternal新体制のお披露目。[13]。

## メンバー
| 名前          | よみ            | 愛称                 | 担当カラー | 生年月日               | 出身地 | 血液型 | 備考                         |
| ------------- | --------------- | -------------------- | ---------- | ---------------------- | ------ | ------ | ---------------------------- |
| 桜葉 ひな     | さくらば ひな   | ひな、ひなたん       | ■Pink      | 1998年10月21日（26歳） | 千葉県 | A型    |                              |
| 不知火 ももか | しらぬい ももか | ももちゃん、もかもか | ■Red       | 1998年9月29日（26歳）  | 広島県 | A型    | 元dora☆dora                  |
| 高崎 あゆり   | たかざき あゆり | ぱいせん、あゆ       | ■White     | 1993年6月24日（32歳）  | 埼玉県 | O型    | 最年長                       |
| 春葵 のぞみ   | はるき のぞみ   | のんちゃん、のぞみ   | ■Purple    | 1998年5月18日（27歳）  | 東京都 | O型    | 元dora☆dora リーダー、左利き |
| 松島 じゅり   | まつしま じゅり | じゅり、じゅりちゃん | ■Orange    | 1995年8月12日（29歳）  | 静岡県 | A型    |                              |

### 旧メンバー
| 名前        | よみ            | 愛称                           | 担当カラー | 生年月日              | 出身地 | 血液型 | 備考                                                       |
| ----------- | --------------- | ------------------------------ | ---------- | --------------------- | ------ | ------ | ---------------------------------------------------------- |
| 桜井 なな   | さくらい なな   | ななも、なな                   | ■桃        | 1997年7月7日（28歳）  |        |        | 2019年1月1日卒業                                           |
| 相沢 あいか | あいざわ あいか | あいあい、てんてん、てーちゃん | ■青        | 2001年5月31日（24歳） |        | A型    | 2018年6月30日デビュー 2019年6月17日卒業                    |
| 佐野 あかね | さの あかね     | さのまる、ねちん               | ■黄        | 1996年12月5日（28歳） | 大阪府 | A型    | 2019年12月30日卒業                                         |
| 加藤 れみ   | かとう れみ     | おれみ、れみさん               | ■緑        | 1995年2月23日（30歳） |        |        | 2020年1月12日卒業                                          |
| 東水 ひなた | はるみ ひなた   | ひなた、ひーたむ               | ■青        | 1997年4月17日（28歳） | 千葉県 | O型    | 元dora☆dora 元Lore☆Restartプロデューサー 2020年1月12日卒業 |

## 楽曲
- Love☆Eternal
- 太陽のキラーソング
- Epilogue

以下はdora☆doraから継承した楽曲
- 届いて～ハイテイラオユエ～
- We Can Dream!!
- 23時のシンデレラ
- 抱き締め TEN-HOLD
- ムスカリの花
- 僕はダンサー
- 虹色
- 虹ノ糸
- きみ色未来
- マッドアルケミスト
- パノラマ
- Storm Love